# Karbala (provins)
Karbala (arabisk: محافظة كربلاء) er en irakisk provins, beliggende centralt i Irak. Provinsen har et areal på 5.030 km²  med 1.013.254(2009) indbyggere.
Det administrative hovedsæde i provinsen, byen Karbala, er en hellig by for shia-muslimer, og helgengraven for Imam Hussein findes i byen. Karbala by har 690.100(2014) indbyggere.